# Konstantin Rakutin
Konstantin Iwanowicz Rakutin (ros. Константи́н Ива́нович Раку́тин; ur. 8 maja?/21 maja 1902 we wsi Nowinki w guberni włodzimierskiej, zm. 7 października 1941 k. wsi Siemlowo w obwodzie smoleńskim) – radziecki dowódca wojskowy, generał-major, Bohater Związku Radzieckiego (1990).

## Życiorys
Rosjanin, w 1917 skończył szkołę realną w Niżnym Nowogrodzie, pracował w miejscowym komitecie wykonawczym, od lipca 1919 żołnierz Armii Czerwonej. W grudniu 1919 skończył kursy piechoty czerwonych dowódców w Tambowie, brał udział w wojnie domowej w Rosji jako pomocnik komisarza szkoły wojskowej 9 Pułku Nadwołżańskiego, pomocnik dowódcy kompanii 473 Pułku Strzelców w 53 Dywizji Strzelców Frontu Zachodniego, w 1920 uczestniczył w kampanii polskiej, w sierpniu 1920 jako żołnierz 4 Armii został internowany w Prusach Wschodnich, w 1921 wrócił do Rosyjskiej FSRR.
Od 1921 jako dowódca kompanii walczył na Dalekim Wschodzie z białymi i z Japończykami (Marsz Chabarowski), w lutym 1922 wyróżnił się podczas ataku na wieś Wołoczajewki, w którym został ranny. Od 1922 służył w wojskach OGPU na Dalekim Wschodzie i jako politruk eskadronu kawalerii, od 1925 naczelnik komendantury pogranicznej Nikołajewsku nad Amurem, od 1926 naczelnik specjalnej Ochotniczej Komendantury Pogranicznej, w 1927 wyróżnił się podczas tłumienia zbrojnego antykomunistycznego buntu Winokurowa w Jakucji, w 1931 ukończył Wyższą Pograniczną Szkołę OGPU. Od 1931 pomocnik szefa wydziału szkoły ochrony pogranicznej i wewnętrznej OGPU, od listopada 1936 szef wydziału szkoleniowego 2 Szkoły Ochrony Pogranicznej i Wewnętrznej NKWD w Charkowie, od 1936 wieczorowo ukończył Akademię Wojskową im. Frunzego w Moskwie, od 1937 szef 13. berezyńskiego oddziału pogranicznego na Białorusi, od 1939 szef sztabu Leningradzkiego Okręgu Pogranicznego, od września 1939 szef sztabu Zarządu Wojsk Pogranicznych NKWD Okręgu Leningradzkiego, 1939-1940 jako pomocnik dowódcy wojsk 15 Armii Ochrony Tyłów brał udział w wojnie z Finlandią. Od 29 lutego 1940 kombrig, a od 4 czerwca 1940 generał major. Od lipca 1940 szef Nadbałtyckiego Okręgu Pogranicznego.
Od czerwca 1941 uczestniczył w wojnie radziecko-niemieckiej, 26 czerwca wyznaczony na szefa ochrony tyłów Frontu Północno-Zachodniego, a 30 czerwca 1941 na dowódcę 31 Armii. Od 15 lipca 1941 dowódca 24 Armii, dowodził kontrofensywą Armii Czerwonej i operacją jelnińską, w której przerwano obronę Wehrmachtu, rozbito niemieckie zgrupowanie i odbito Jelnię z rąk niemieckich. Gen.-mjr Rakutin zginął w walce w obwodzie smoleńskim. Pośmiertnie w 1990 otrzymał tytuł Bohatera ZSRR.

## Odznaczenia
- Złota Gwiazda Bohatera Związku Radzieckiego (pośmiertnie, 5 maja 1990)
- Order Lenina (pośmiertnie, 5 maja 1990)
- Order Wojny Ojczyźnianej I klasy (pośmiertnie, 6 maja 1965)
- Order Czerwonej Gwiazdy (1941)
- Medal jubileuszowy „XX lat Robotniczo-Chłopskiej Armii Czerwonej” (1938)